# Seiches-sur-le-Loir
Seiches-sur-le-Loir (Seiches am Loir) ist eine französische Gemeinde mit 2853 Einwohnern (Stand 1. Januar 2022) im Département Maine-et-Loire in der Region Pays de la Loire.

## Geografie
Seiches liegt am Loir, einem linken Nebenfluss der Sarthe in einer durch Gewerbe und Verkehrswege geprägten Region, die nach Norden und Westen in land- und forstwirtschaftlich genutzte Gebiete übergeht.  Die Departementshauptstadt Angers ist 20 Kilometer entfernt.

## Name
Der Name Seiches kommt aus dem altlateinischen Wort Cepia und bedeutet: Ort mit Weinreben bepflanzt (frz. Cep de vigne = der Weinstock). Weinbau gibt es am Ort heute nicht mehr, wohl aber in der Nähe, vor allem in Lué-en-Baugeois. Seiches ist einer der ältesten Orte im Anjou, entstanden am Loir-Übergang der antiken Straße von Tours nach Laval.

## Bevölkerungsentwicklung
| Jahr      | 1962 | 1968 | 1975 | 1982 | 1990 | 1999 | 2010 | 2018 |
| Einwohner | 2260 | 2199 | 2168 | 2207 | 2248 | 2412 | 2960 | 2945 |

## Wirtschaft
Zahlreiche Dienstleistungs- und Handwerksbetriebe sowie soziale und kulturelle Einrichtungen decken ein großes Spektrum ab. Die verkehrsgünstige Lage in einem dennoch eher strukturschwachen Raum begünstigten die Ansiedlung von Industrie. Es werden unter anderem Telefonkabinen, Pflanzkübel, Tiefkühlkost und Kuchen in Seiches gefertigt.

## Verkehr
In Seiches kreuzt die Nationalstraße N 23 die Departementsstraße D 74 mit dem verkehrsbedeutsamen Übergang über den Loir. Direkt östlich der Gemeinde befindet sich eine Anschlussstelle an die A 11, auf der in diesem Abschnitt auch die E 501 verläuft. Gleich jenseits der Autobahn liegt der Flughafen Angers-Marcé.

## Sehenswürdigkeiten
- Kirche Saint-Aubin
- Schloss Brignac, Monument historique
- Schloss Le Verger, Monument historique
- Allée couverte de la Pierre aux Loups (auch Dolmen Pierre au Loup genannt – dt. Stein der Wölfe) im Osten der Gemeinde, Monument historique

Siehe auch: Liste der Monuments historiques in Seiches-sur-le-Loir

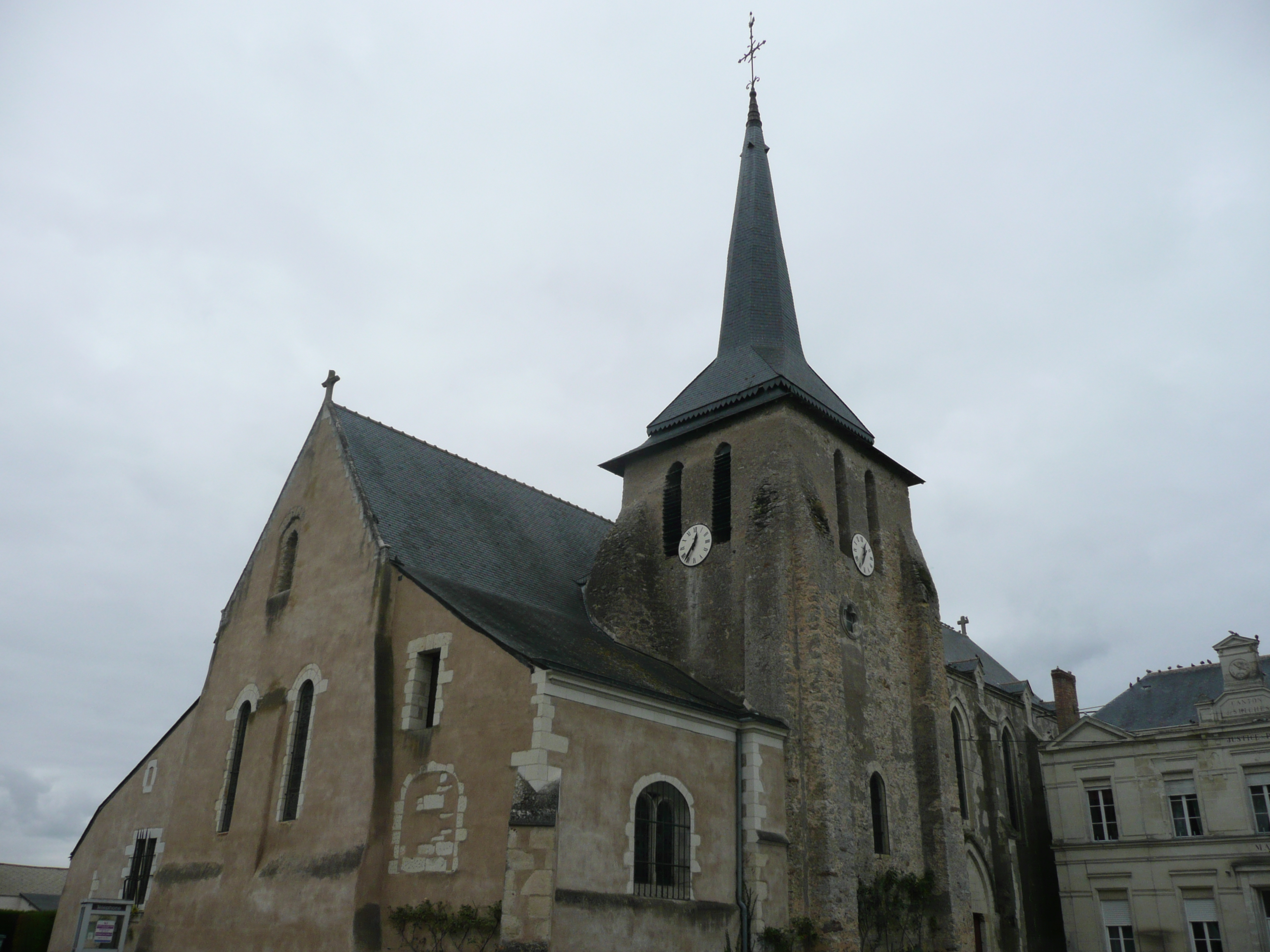
Kirche Saint-Aubin
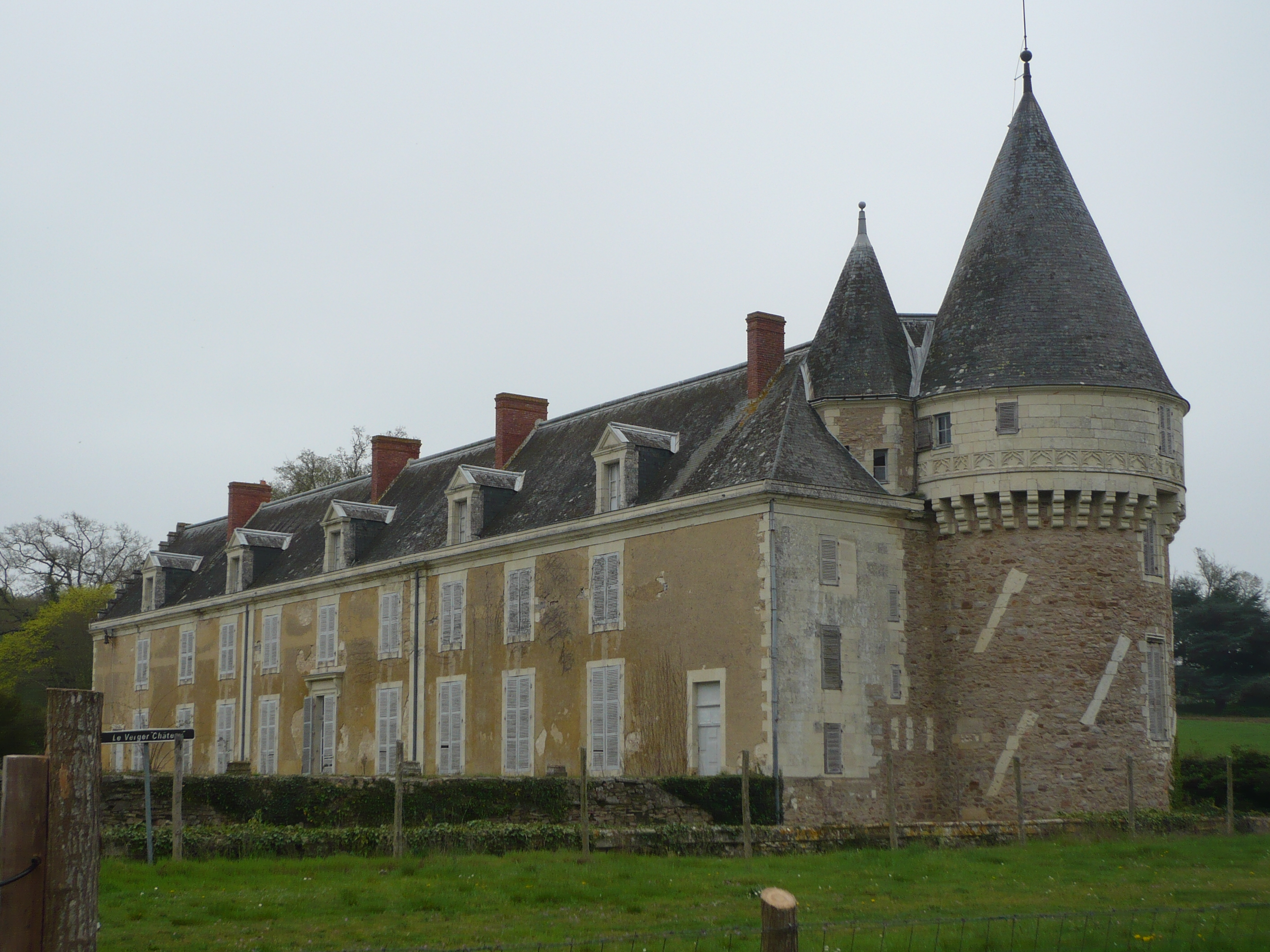
Schloss Le Verger
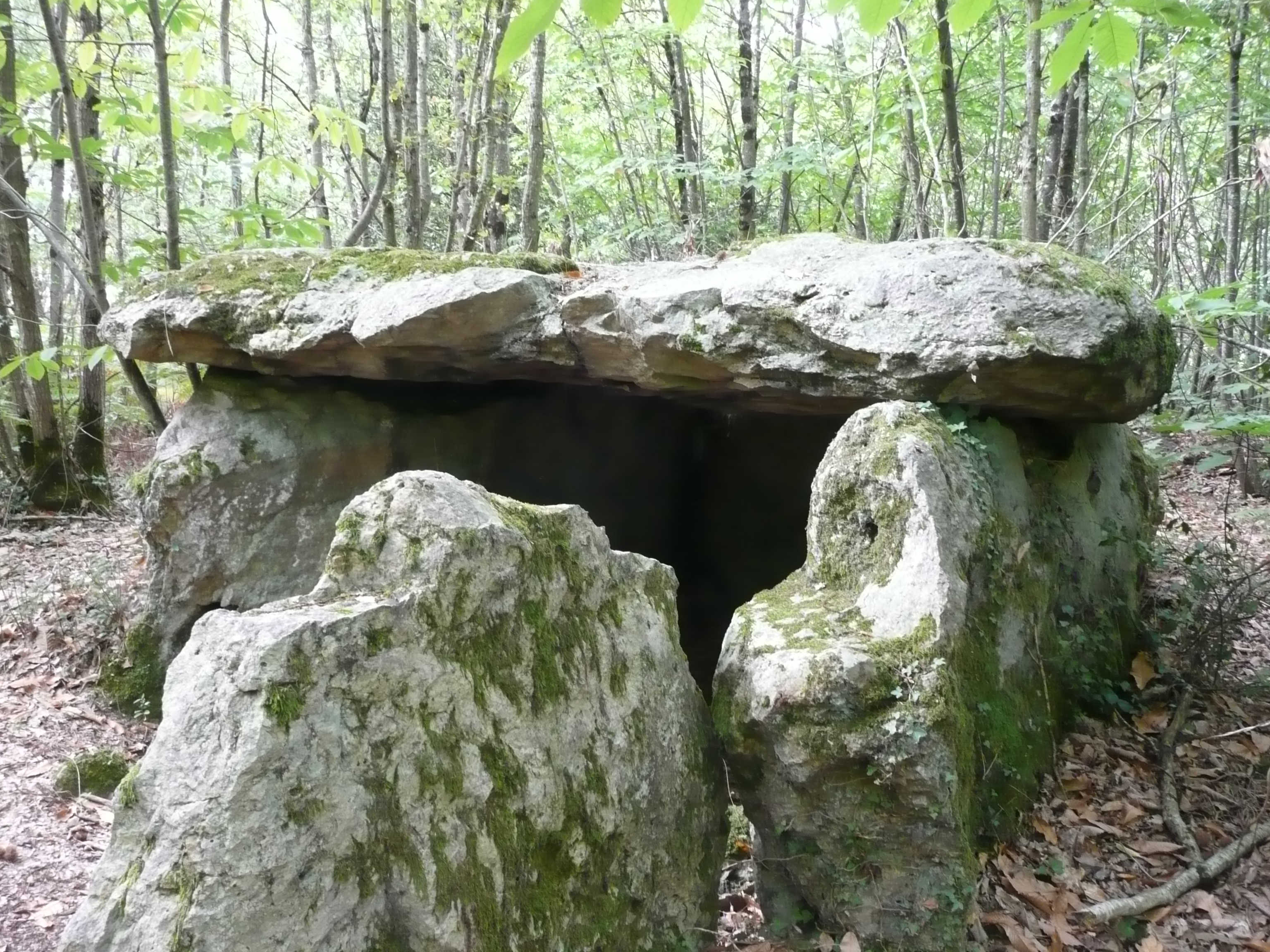
Galeriegrab Pierre aux Loups

## Gemeindepartnerschaft
- Erlenbach, Deutschland (Baden-Württemberg), seit 2002